# Ghetto Vilnius

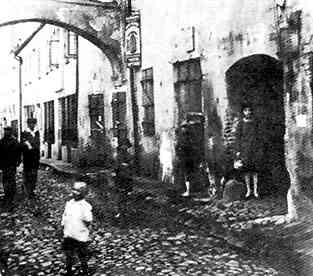
Straßenszene im Ghetto Vilnius

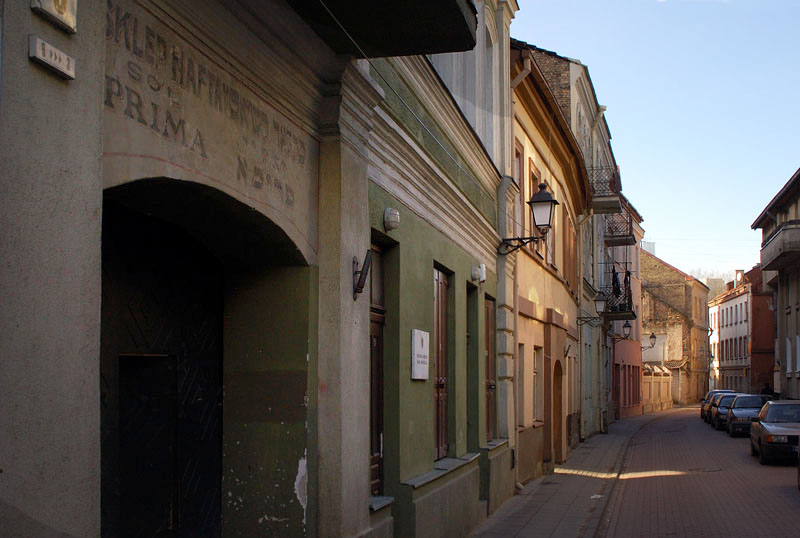
Heutige Straße im früheren Ghetto Vilnius

Das Ghetto Vilnius, auch Ghetto Wilna, war ein nationalsozialistisches Ghetto in der Altstadt der litauischen Hauptstadt Vilnius (deutsch Wilna), in das die deutschen Besatzer die jüdische Bevölkerung sperrten. Das Ghetto bestand aus zwei Teilen, dem Großen und dem Kleinen Ghetto, die durch die Niemiecka Straße (jidd. Deitsche Straße, lit. heute Vokiečių gatvė) getrennt waren. Der Anteil der jüdischen Bevölkerung in Vilnius, das als das Jerusalem des Ostens galt, betrug 1931 28 Prozent bzw. 55.000 Personen. Die meisten von ihnen wurden ermordet, zum großen Teil im nahe Vilnius gelegenen Ponar, heute ein Vorort der Stadt.

## Errichtung des Ghettos
Die Truppen der deutschen Wehrmacht erreichten schon eine Woche nach dem Angriff auf die Sowjetunion  am 22. Juni 1941 Vilnius. Nur sehr wenige Juden konnten rechtzeitig ins Landesinnere flüchten. Die verbliebene jüdische Bevölkerung war zunächst den Übergriffen der lokalen Bevölkerung und der deutschen Einsatzgruppen ausgeliefert. Am 4. Juli richteten die deutschen Behörden einen so genannten Judenrat ein, der die Gewähr für die Umsetzung der Anordnungen der neuen Machthaber zu übernehmen hatte. Am 8. Juli trat die Verordnung über das Tragen eines Judensterns in Kraft, nach der es Juden unter anderem verboten war, sich nach 6 Uhr abends auf den Straßen aufzuhalten. Zugleich erhielten die arbeitsfähigen Juden Bescheinigungen, die sie (und ihre Familien) vor der Erschießung schützen sollten. Personen ohne Bescheinigung wurden von litauischen Hilfstruppen (Ypatingis burys) aufgegriffen und ins Gefängnis Lukiškis gebracht. Von dort ging es fast ausnahmslos zur Erschießung nach Ponar.
Am 31. August 1941 erfolgten Vorbereitungen zur Einrichtung des Ghettos: das für die jüdische Bevölkerung vorgesehene Wohngebiet in den traditionell jüdischen Straßenzügen der Vilniusser Altstadt wurde in der Aktion der „Großen Provokation“ von der bisherigen Bevölkerung „geräumt“. Für die Juden unter ihnen, die keine Arbeitsbescheinigung besaßen, bedeutete das am 2. September die Erschießung in Ponar (etwa 3.700 Menschen). Am 6. September wurde das neue Ghetto mit den Juden der Stadt belegt, dabei kamen etwa 29.000 in das Große Ghetto (Straßen: Rudnitzkegass, Spitalgass, Fleischergass, Straschungass) und etwa 11.000 in das Kleine Ghetto (Straßen: Judengass, Gaongass, Gläsergass). Das Kleine Ghetto war dabei vor allem für Alte und Arbeitsunfähige vorgesehen. Getrennt wurden beide Ghettos durch die Deitsche Straße. Die Ghettos waren mit Stacheldraht umzäunt und hatten je ein Ghettotor sowie eine Verbindung über die Deitsche Straße.
In der Folgezeit gab es immer wieder so genannte „Aktionen“, bei denen die nicht arbeitsfähige Bevölkerung des Ghettos ausgesondert und zur Erschießung nach Ponar gebracht wurde. Bei derartigen Aktionen starben am 12. September 3334 Menschen, am 17. September 1271 Menschen, am 4. Oktober 1.983 Menschen, und in der „Aktion der gelben Scheine“ wurden am 24. Oktober 1941 Juden ohne Arbeitsgenehmigung ausgesondert und 3781 Menschen vom 25. bis zum 27. Oktober in Ponar erschossen.

## Leben im Ghetto
Nach diesen ersten Selektionen „normalisierte“ sich das Leben im Ghetto. Großer Hunger (es war unter Todesstrafe verboten, Lebensmittel ins Ghetto zu bringen), Kälte und erbärmliche hygienische Bedingungen machten das Leben weiterhin zur Qual. Den widrigen Umständen trotzend, wurden eine Krankenstation, eine Schule, eine Bibliothek und später sogar ein Theater im Ghetto eingerichtet. Hier führte man 1943 unter anderem ein Musical mit Melodien und Texten von Leib Rosenthal auf, der selbst hier wohnen musste und später im estnischen KZ-Außenlager Klooga umgebracht wurde.
Ab August 1943 begannen die deutschen Befehlshaber, das Ghetto zu räumen. In mehreren Transporten wurden die verbliebenen Ghettobewohner nach Lettland und Estland deportiert. Am 23. September 1943 wurde das Ghetto Wilna gänzlich geräumt.

## Widerstand im Ghetto
Am 21. Januar 1942 schlossen sich die zionistischen Widerstandsgruppen in Wilna zur Fareinikte Partisaner Organisatzije (FPO) zusammen, um bewaffneten Widerstand gegen die Deutschen zu leisten. Da sie nicht auf die Unterstützung der Mehrzahl der Ghettobewohner zählen konnte, zog sich die FPO in die Wälder der Umgebung zurück und schloss sich den sowjetischen Partisanen an. Bekannte Führer der FPO wurden bei ihren Aktionen unterstützt durch Anton Schmid. Er half ihnen, Waffen und Kämpfer zu transportieren.
Außerdem konnten dank stetiger Bemühungen von Karl Plagge, Juden in sein Arbeitslager zu holen und die Familien zusammenzuhalten, Hunderte von inhaftierten Juden den Holocaust überleben.

## Täter im Ghetto Wilna
- August Hering, Januar – Juni 1942 Leiter des litauischen Freiwilligen-Trupps Ypatingis burys („Sonderkommando“). Prozess 1950, Urteil: lebenslängliches Zuchthaus,[6] im März 1959 in 15 Jahre Freiheitsstrafe umgewandelt, im Dezember 1959 Reststrafe erlassen.[7]
- Hans Christian Hingst, Sturmbannführer der SA, Gebietskommissar in Wilna (zivile Verwaltung). Vom Spruchgericht Bielefeld 1948 zu sieben Jahren Haft verurteilt, von denen er fünf verbüßte.[8]
- Bruno Kittel, ab Juni 1943 Leiter des Referats Judenfragen der Gestapo Wilna, leitete die Auflösung („Liquidierung“) der Ghettos in Vilnius, Kaunas und Riga. 1945 untergetaucht und verschollen, nie zur Rechenschaft gezogen.[9]
- Franz Murer, ab Juli 1941 Referent des Gebietskommissars für Judenfragen, de facto Leiter des Ghettos Wilna. 1948 in Vilnius zu 25 Jahren Zwangsarbeit verurteilt, 1955 an Österreich übergeben, 1963 freigesprochen.
- Rolf Neugebauer, SS-Obersturmführer, Chef der Gestapo Wilna, Februar 1942 – Oktober 1943 Leiter des Sicherheitsdienstes (SD) und der Sicherheitspolizei (Sipo) in Wilna. Ende 1944/Anfang 1945 vermisst.[10]
- Horst Schweinberger, SS-Oberscharführer, Juli 1941 – Januar 1942 Leiter des litauischen Freiwilligen-Trupps Ypatingis burys. Nie angeklagt.[11]
- Martin Weiss, SS-Hauptscharführer, Chef der Gefängnisse in Wilna und ab Juni 1942 des Sonderkommandos Ponar (Erschießungsstätte bei Vilnius). Prozess 1950, Urteil: lebenslängliches Zuchthaus.[6] 1971 zur Bewährung ausgesetzt, 1977 Erlass der Reststrafe.

## Rezeption in der Kunst und Literatur
Romain Gary schrieb in seinem Roman General Nachtigall 1944 fantasievoll über den Partisanenkampf in den Wäldern um Wilna. Die Partisanen hatten mannigfache Kontakte ins Ghetto, die Hauptfigur Janek auch zu deutschen Besatzern, von denen er schließlich einen tötet. Im Ghetto werden Tauschgeschäfte organisiert zur Unterstützung des Kampfes, Deutsche werden ausgehorcht über anstehende Operationen, sogar die Musik spielt eine Rolle. Der an der Schwelle zur Pubertät stehende Janek wird von seinem Vater in einem großen Waldgebiet versteckt. Die vier Jahre bis Kriegsende, in denen Janek vom Kind zum Mann reift, verbringt er in einer Erdhöhle, wird Partisan, er lernt die Liebe kennen. Der Roman aus Garys Geburtsstadt nimmt die Erfahrung des jüdischen Verfolgtseins und des bewaffneten Widerstands dagegen zum Leitbild eines kommenden neuen Europas, wie der ursprüngliche Titel zeigt.
Der israelische Dramatiker Joshua Sobol beschäftigt sich in seinem Theaterstück Ghetto, das 1984 in Berlin und Hamburg von Peter Zadek in deutscher Sprache inszeniert wurde, mit dem Schicksal der Menschen im Ghetto Vilnius. Als Quelle dienten Sobol im Wesentlichen die Aufzeichnungen des jüdischen Bibliothekars Herman Kruk aus den Jahren 1941–1943. Das Stück schildert u. a. die Auseinandersetzung von Kruk, der dem „linken“ sozialistischen Allgemeinen Jüdischen Arbeiterbund angehörte und im Untergrund gegen die deutsche Besatzung kämpfte, eine Zukunft der Juden in Europa forderte und das zionistische Projekt ablehnte, mit dem „rechten“, zionistischen, der Gruppe um Wladimir Jabotinsky nahestehenden Ältesten des Judenrats Jacob Gens, der mit den deutschen Machthabern kollaborierte, für SS und Wehrmacht Wirtschaftsbetriebe im Ghetto aufbaute und selbst für die Deutschen Selektionen durchführte, um damit die Voraussetzung für eine geschlossene Emigration nach Palästina zu schaffen. Da zum Schluss alle Insassen des Ghettos von der SS (im Stück durch den Offizier Kittel verkörpert) getötet werden, scheitern sowohl Kruk als auch Gens. Unter dem Titel Ghetto wurde das Theaterstück 2006 verfilmt.
Seit Beginn der 1990er Jahre engagiert sich Roswitha Dasch für die Überlebenden des Wilnaer Ghettos und ist Organisatorin für die Wanderausstellung Sag nie, du gehst den letzten Weg, die das Schicksal der litauischen Juden beleuchtet. Im Wuppertaler Schauspielhaus fand im Mai 1994 in diesem Zusammenhang die Premiere Ess is gewen a sumertag – die Geschichte des Wilnaer Ghettos im Spiegel seiner Lieder statt. In Wuppertal wurde 1997 der Verein „MIZWA – Zeit zu handeln e. V.“ gegründet, der durch Spenden ehemalige Ghetto- und KZ-Häftlinge in Litauen unterstützt.
2009 erschien von dem jiddischen Dichter Abraham Sutzkever (1913–2010) das Buch Wilner Getto 1941–1944 in deutscher Übersetzung, das bereits 1946 in Paris in einer Auflage von 100 Stück herausgebracht worden war (auf Jiddisch geschrieben). In der Gedichtsammlung von Abraham Sutzkever Gesänge vom Meer des Todes sind Gedichte enthalten, die er im Ghetto verfasst hat (2009 deutsch erschienen).

## Film und Theater
- Joshua Sobol: Ghetto. Schauspiel in drei Akten. (mit Dokumenten und Beiträgen hg. v. Harro Schweitzer), Quadriga, Berlin 1984, ISBN 3-88679-120-3.
- Herbert Heinzelmann: Materialheft zum Film Ghetto, hg. von der Bundeszentrale für politische Bildung, Bonn 2006.
- Programmheft zur Zadek-Inszenierung von Ghetto; Freie Volksbühne Berlin / Deutsches Schauspielhaus Hamburg.
- Roswitha Dasch, Sabine Friedrichs: Sag nie, du gehst den letzten Weg. Dokumentarfilm über das Schicksal der litauischen Juden.